# The Peel Sessions (Joy Division)
The Peel Sessions is een album van de Britse groep Joy Division. Dit album betreft materiaal dat is opgenomen tijdens John Peels radioprogramma The Peel Sessions. Tijdens dit programma konden jonge bandjes hun muziek laten horen aan een alternatief publiek. Het werd opgenomen in de BBC Studio's.
De sessies die Joy Division gespeeld heeft werden in 1990 op cd gezet. In 2000 volgt de cd The Complete BBC Recordings, waar ook materiaal op staat afkomstig van de BBC Studio's.

## Tracks
1. Exercise One
2. Insight
3. She's Lost Control
4. Transmission
5. Love Will Tear Us Apart
6. Twenty Four Hours
7. Colony
8. Sound of Music

Ian Curtis · Peter Hook · Stephen Morris · Bernard Sumner